# Ґонсьори (Мазовецьке воєводство)
Ґонсьори (пол. Gąsiory) — село в Польщі, у гміні Желехув Ґарволінського повіту Мазовецького воєводства.
У 1975-1998 роках село належало до Седлецького воєводства.